# Lord-lieutenant du Lincolnshire
Ceci est une liste de personnes qui ont servi comme Lord Lieutenant du Lincolnshire. Depuis 1660, tous les Lord Lieutenants ont été également Custos Rotulorum of Lincolnshire.

## Liste des Lord Lieutenants du Lincolnshire
- Edward Clinton (1er comte de Lincoln) 1550/1552–?
- Henry Manners (2e comte de Rutland) 1551–1563?
- Edward Manners (3e comte de Rutland) 1582/1585 – 14 avril 1587
- William Cecil (1er baron Burghley) Novembre 1587 – 4 août 1598
- Roger Manners (5e comte de Rutland) 20 septembre 1603 – 26 juin 1612
- Francis Manners (6e comte de Rutland) 15 juillet 1612 – 23 janvier 1629
- Robert Bertie (1er comte de Lindsey) (Royaliste) 3 janvier 1629 – 1642
- Francis Willoughby de Parham (Parlementaire)
- Interregnum
- Montagu Bertie (2e comte de Lindsey) 13 juillet 1660 – 25 juillet 1666
- Robert Bertie (3e comte de Lindsey) 9 août 1666 – 6 avril 1700
- Robert Bertie (1er duc d'Ancaster et Kesteven) 6 avril 1700 – 26 juillet 1723
- Peregrine Bertie (2e duc d'Ancaster et Kesteven) 20 février 1724 – 1er janvier 1742
- Peregrine Bertie (3e duc d'Ancaster et Kesteven) 12 mars 1742 – 12 août 1778
- Robert Bertie (4e duc d'Ancaster et Kesteven) 14 janvier 1779 – 8 juillet 1779
- Brownlow Bertie (5e duc d'Ancaster et Kesteven) 9 août 1779 – 8 février 1809
- John Cust (1er comte Brownlow) 25 février 1809 – 20 août 1852
- Charles Manners (6e duc de Rutland) 20 août 1852 – 13 février 1857
- Charles Anderson-Pelham 2e comte de Yarborough 13 février 1857 – 7 janvier 1862
- Gilbert Heathcote (1er baron Aveland) 21 février 1862 – 6 septembre 1867
- Adelbert Brownlow-Cust (3e comte Brownlow) 4 décembre 1867 – 17 mars 1921
- Charles Pelham (4e comte de Yarborough) 16 avril 1921 – 12 juillet 1936
- Peregrine Cust 6e baron Brownlow) 14 aout 1936 – 1er mai 1950
- James Heathcote-Drummond-Willoughby (3e comte d'Ancaster) 1er mai 1950 – 17 novembre 1975
- Sir Henry Nevile 17 novembre 1975 – 31 mars 1995[1]
- Bridget Katharine Cracroft-Eley 31 mars 1995 – 29 aout 2008[2]
- Anthony Worth 30 aout 2008 – 22 février 2015
- Toby Dennis depuis le 23 février 2015[3]

## Liste des Deputy Lieutenants
- Thomas Sherwin Pearson-Gregory 2 January 1901 [4]